# Donzela-de-barriga-amarela
A donzela-de-barriga-amarela (Chrysiptera hemicyanea), também conhecida como donzela-de-duas-cores ou donzela-de-Kupang, é uma donzela do gênero Chrysiptera, que habita águas quentes do oeste do Indo-Pacífico.

## Taxonomia
O nome científico Chrysiptera vem do grego chrysos, que significa "dourado" e pteron que significa "barbatana" ou "asa", enquanto hemicyanea, significa "meio azul" referindo-se à cabeça azul e a parte superior do corpo. Foi descrita no ano de 1913, pelo zoólogo alemão Max Carl Wilhelm Weber.

## Aparência
Um peixe pequeno que possui o comprimento de 7 cm. Seu corpo é de coloração azul brilhante, sua barriga e cauda são amarelos.

## Biologia
Vivem em pequenos grupos, entre ramos de corais do gênero Acropora, em recifes rasos e lagunas. Assim como as outras donzelas, os machos são responsáveis por proteger e oxigenar os ovos até eclodirem e se transformar em alevinos. Se alimentam de plâncton, mas não se afastam muito do local que estão.

## Distribuição
São nativos do oeste do Indo-Pacífico, dos recifes de Rowley Shoals, Scott Reef e Ashmore Reef até a Indonésia, Raja Ampat e Kupang.

## Usos humanos
São frequentemente capturados para o comércio de aquarismo marinho. É um peixe de baixo custo e de fácil manutenção, sendo recomendado para iniciantes do hobby.